# Парацельс (фильм)
«Парацельс» (нем. Paracelsus) — немецкий чёрно-белый художественный фильм 1943 года режиссёра Георга Вильгельма Пабста, снятый на киностудии Bavaria Film.
Премьера фильма состоялась 12 марта 1943 года.
Фильм «Парацельс» был классифицирован в нацистской Германии как «(особо) ценный в государственно-политическом и художественном отношениях».

## Сюжет
Фильм о Парацельсе, швейцарском враче, алхимике и астрологе эпохи Возрождения Фили́ппе Аурео́ле Теофра́сте Бомба́сте фон Го́генгейме.
В Центральной Европе в начале XVI века в город Базель прибывает врач Филипп Ауреолус Теофраст Бомбастус фон Гогенгейм, известный как Парацельс. Его лекарства, предшественники альтернативной медицины, вызывают подозрения у коллег-медиков, которые, недовольные тем фактом, что медицинские теории Парацельса основаны на опыте, исследованиях и открытиях, которые он провёл, обвиняют его в шарлатанстве.
А в это время начинается эпидемия чумы.

## Производство
К 400-летию со дня смерти Парацельса в 1941 году государство распорядилось выпустить масштабный фильм-биографию. Этому предшествовали многочисленные праздничные мероприятия и литературные публикации в честь швейцарского врача.
Съёмки фильма «Парацельс» начались 7 июля 1942 года и закончились в начале ноября того же года. Съёмки проходили на студии «Баррандов» в Праге.
Поскольку Парацельс умер в Зальцбурге, премьера фильма состоялась 12 марта 1943 года в зале Зальцбургского фестивального дома. До этого там был показан только фильм Карла Хартля о Моцарте «Кого любят боги». Глава Баварии Гельмут Шрайбер произнёс короткую речь. Присутствовали также режиссёр Пабст и некоторые ведущие актёры.
Берлинская премьера «Парацельса» состоялась 6 мая 1943 года.
После того как фильм был одобрен цензорами, «Парацельс» получил нацистский рейтинг «политически и художественно ценный».
Фильм продолжает традицию других масштабных постановок Третьего рейха, призванных отдать дань уважения великим личностям из истории Центральной Европы в области политики, искусства и науки, особенно в период с 1939 по 1943 год. Среди них Роберт Кох, борец со смертью, Фридрих Шиллер - триумф гения, Бисмарк, Великий Король, Дядюшка Крюгер, Рембрандт и Андреас Шлютер. Замысел этих, как правило, очень дорогих и роскошных фильмов-биографий с высококлассным актёрским составом всегда был политическим: целью было создать аналогию с Адольфом Гитлером и его «гением», как утверждала нацистская пропаганда. Титульные герои этих фильмов всегда были «больше, чем жизнь» и намного превосходили посредственность своих противников — в случае с Парацельсом это были советники, магистр и другие врачи-конкуренты — провидцы, которые должны были утверждать себя вопреки всему, особенно в жёсткой борьбе с мелкими умами, ворчунами и завистниками вокруг них.
Экспрессивный танцовщик Харальд Кройцберг впервые появился здесь в полнометражном фильме.
Декорации выполнены Гербертом Хохрейтером и Вальтером Шликом, костюмы — Гербертом Плобергером.
Затраты на производство составили около 2 709 000 рейхсмарок. При выручке в 3,5 миллиона RM к январю 1945 года фильм был признан кассовым провалом.
На первом послевоенном показе в 1959 году фильм был сокращён со 106 до 97 минут. Немецко-французский культурный канал Arte транслировал 99-минутную версию 16 января 2001 года. На DVD, выпущенном 11 октября 2013 года, продолжительность фильма осталась прежней.

## Критика
Lexikon des Internationalen Films писал о Парацельсе: «Георг Вильгельм Пабст [...] должен был пойти на уступки нацистскому режиму в этом фильме, особенно в жалких утверждениях, которые вкладываются в уста рыцаря Ульриха фон Хуттена. Наводящие на размышления сцены массовых представлений с истерией страха и суеверий навевают мысли о «тёмном средневековье»".
Большая энциклопедия персонажей фильмов указала на исторический контекст «Парацельса» и значение продукции Пабста в национал-социалистическом кинематографе: «Из этого периода заслуживает внимания его атмосферная работа „Парацельс“ (переосмысленная нацистами в своих целях), в которой он изобразил Средние века как мрачную эпоху, определяемую суеверием и малодушием, в которой великий чудо-целитель чумы, классическая фигура вождя, должен быть лишён возможности вести свою деятельность и отдан под суд завистников и шарлатанов, не признающих его значения как великого провидца.
В книге Дрюняка «Немецкое кино 1938-1945» также подчёркивается этот политико-исторический аспект при рассмотрении фильма. В нём говорится: «С чисто политической точки зрения это была удобная тема для нацистского фильма: обоснованность общей картины, идеалы фюрера и, не в последнюю очередь, идея „Великой Германии“ распространялась и на земли конфедератов».
Согласно путеводителю по фильму Reclam: «Пабст вызывает в памяти Средневековье в сценах с участием толпы как мир суеверий и темных пут. Ужас и страх перед чумой становятся особенно явными в сценах, где Харальд Кройцберг интерпретирует страх смерти через танец. На противоположной стороне - грандиозная фигура чудотворца, которого прогоняет мелкая вражда".
Как пишет Генрих Фраенкель в своей работе «Бессмертный фильм», режисёер Пабст, по слухам, был недоволен собственной работой. Фраенкель, вернувшийся на родину из эмиграции, вспоминает о встрече с режиссёром после войны. Я сказал ему, что мне не нравится его «Парацельс», несмотря на Вернера Краусса. «Мне тоже», — с улыбкой сказал режиссёр".

## В ролях
- Вернер Краус — Парацельс (дубляж — Юрий Толубеев)
- Матиас Виман — Ульрих фон Гуттен
- Харальд Кройцберг — Жонглер Летающая нога
- Франц Шафхайтлин — Эразм Роттердамский (дубляж Дмитрий Волосов)
- Аннелис Рейнхольд — Рената (дубляж Нина Мазаева)
- Харри Лангевиш — купец Ганс Пфефферкорн, отец Ренаты (дубляж Александр Виолинов)
- Фриц Расп — магистр (дубляж Борис Дмоховский)
- Петер Мартин Уртель — Иоганн Фамулус (дубляж Михаил Дубрава)
- Герберт Хюбнер — граф Гогенрид (дубляж Бруно Фрейндлих)
- Рудольф Блюмнер — Иоганн Фробен, книгопечатник (дубляж Иван Назаров)
- Карл Скрауп — хирург
- Йозеф Зибер — Якоб Билзе, слуга Парацельса
- Франц Штайн — доктор
- Артур Виснер — ветеринар
- Виктор Янсон — бургомистр
- Хильда Зессак — трактирщица
- Эрих Дунскус — домовладелец
- Эгон Фогель — Уриас, писец
- Бернхард Гёцке — спутник Парацельса
- Ханц фон Уриц — капитан
- Клаус Пол — врач в окружении Магистра